# Гринхајн-Бајерфелд
Гринхајн-Бајерфелд (њем. Grünhain-Beierfeld) град је у њемачкој савезној држави Саксонија. Једно је од 69 општинских средишта округа Ерцгебирге. Према процјени из 2010. у граду је живјело 6.438 становника. Посједује регионалну шифру (AGS) 14521260.

## Географски и демографски подаци
Гринхајн-Бајерфелд се налази у савезној држави Саксонија у округу Ерцгебирге. Град се налази на надморској висини од 505 метара. Површина општине износи 22,3 km². У самом граду је, према процјени из 2010. године, живјело 6.438 становника. Просјечна густина становништва износи 289 становника/km².